# وسط أمريكا
منطقة وسط أمريكا، (بالإنجليزية:Mesoamerica أو Meso-America؛ بالإسبانية:Mesoamérica) هي منطقة لأراضي حضارات في الأمريكتين تمتد تقريبا من وسط المكسيك إلى كل من بليز، غواتيمالا، السلفادور، هندوراس، نيكاراغوا وكوستاريكا، وتشمل عددا من مجتمعات عصر قبل كولومبي ازدهرت قبل الاستعمار الأسباني للأمريكتين في القرنين السادس عشر والسابع عشر. تسببت الأوبئة التي جلبها الأوروبيون مثل الحصبة والجدري بفناء أكثر من 90% من السكان الأصليين. تُعتبر منطقة وسط أمريكا إحدى خمس مناطق تاريخية في العالم نشأت حضارتها بشكل مستقل.

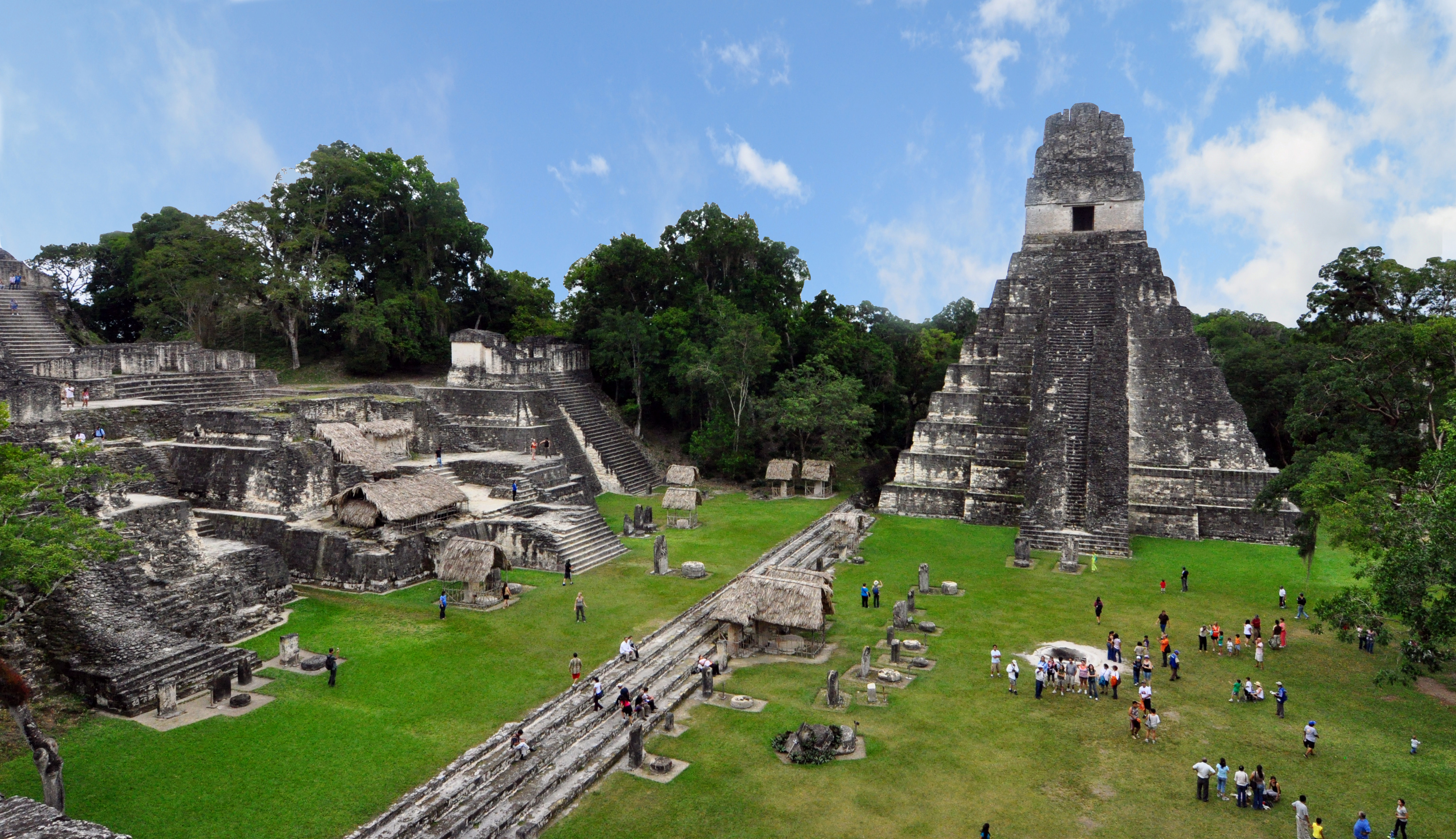
تيكال هي واحدة من أكبر المواقع الأثرية والمراكز الحضرية لحضارة المايا قبل العصر الكولومبي. وتقع في المنطقة الأثرية لحوض بيتين في ما تعرف بالوقت الحالي بشمال غواتيمالا.

تتميز جماعات عصور ما قبل التاريخ التي في هذه المنطقة بالقرى الزراعية والعواصم الكبيرة للاحتفالات الدينية والسياسية. تشمل هذه المنطقة الحضارية بعض الثقافات الأكثر تعقيدا وتطورا في الأمريكتين، مثل الأولمك، الزابوتيك، التيوتهاكان، المايا، الميكستيك، التوتوناك [الإنجليزية] والأزتك وغيرها.

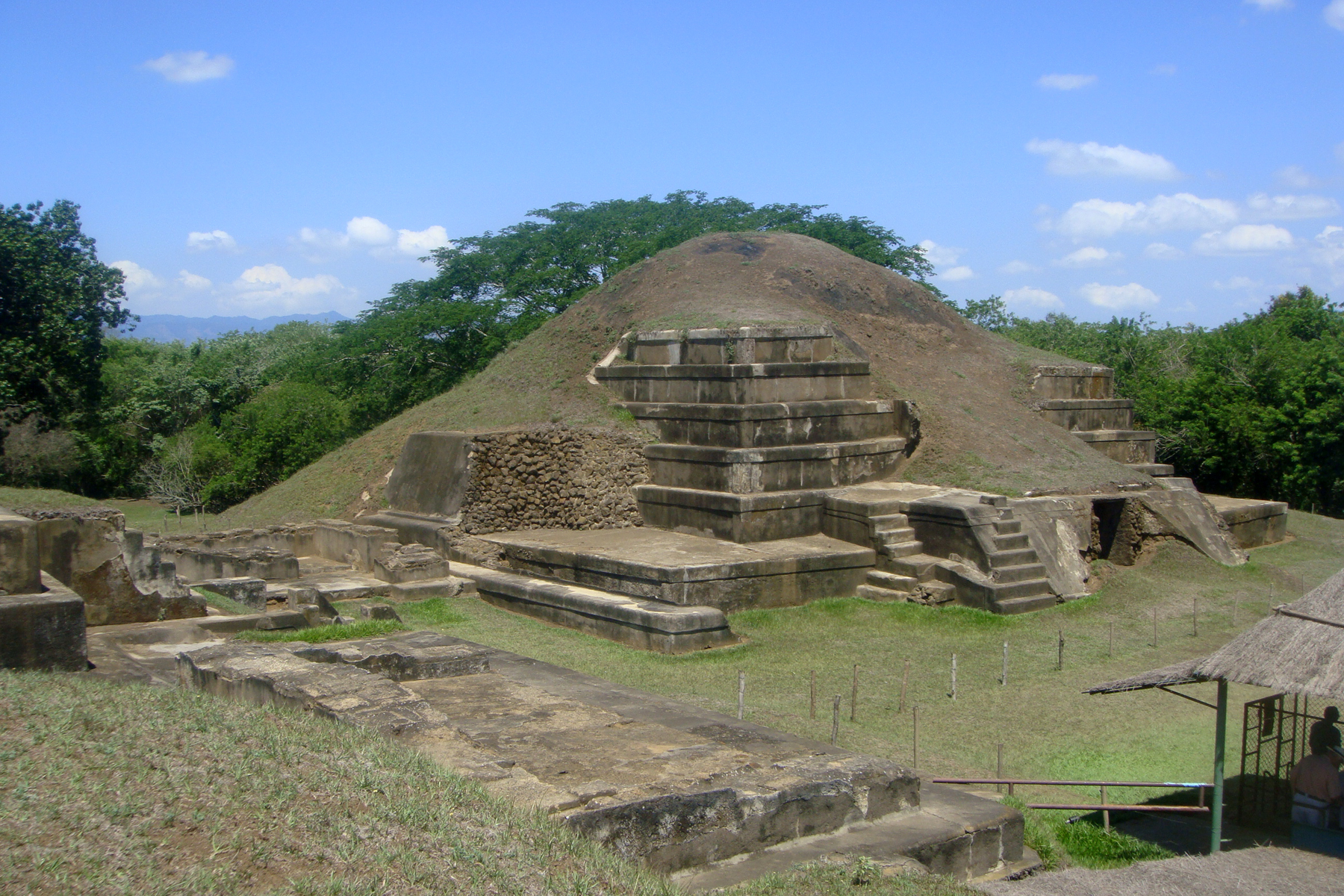
سان أندريس، السلفادور هو موقع من مواقع ما قبل الأسبانية، والذي بدأ استيطانها حوالي عام 900 ق.م وهي بلدة زراعية في وادي زابوتيتان في قطاع لا ليبرتاد (السلفادور).

كمجال ثقافي، تُعرف منطقة وسط أمريكا كلوحة فسيفسائية متشابكة ذات سمات حضارية غنية طورتها الحضارات الأصلية للبلاد وساهمت فيها. منذ وقت مبكر تقريبًا في العام 7000 قبل الميلاد، أدت كل من زراعة الكاكاو، والذرة، والفاصولياء، والطماطم، والأفوكادو، والفانيلا، والفلفل الحار بالإضافة إلى تدجين الديك الرومي والكلاب، إلى الانتقال الحضاري من مجتمعات الصيد والجمع القبلية لأسلاف الهنود إلى شكل القرى الزراعية المستقرة.
تتميز جماعات عصور ما قبل التاريخ التي في هذه المنطقة بالقرى الزراعية والعواصم الكبيرة للاحتفالات الدينية والسياسية. تشمل هذه المنطقة الحضارية بعض الثقافات الأكثر تعقيدًا وتطورًا في الأمريكتين، مثل الأولمك، والزابوتيك، والتيوتهاكان، والمايا، والميكستيك، والتوتوناك والأزتك وغيرها. تُعتبر حضارة وسط أمريكا أيضًا إحدى ثلاث مناطق في العالم تطور فيها نظام الكتابة دون تأثير من حضارات أخرى (جنبًا إلى جنب مع حضارة سومر وحضارة الصين). في وسط المكسيك، شهدت الفترة الكلاسيكية نهوض حضارة تيوتيهواكان التي أسست إمبراطورية عسكرية واقتصادية امتد تأثيرها شمالًا ليشمل مناطق المايا. بعد انهيار حضارة تيوتيهواكان في عام 600 للميلاد تقريبًا، اندلعت منافسة شديدة بين المراكز السياسية في وسط المكسيك لشغل مكانها، منها شوتشيكالكو وشولولا.
مع نهاية الفترة ما بعد الكلاسيكية، شيد الآزتيك، الذين ينحدرون من وسط المكسيك، إمبراطورية قبلية هيمنت على معظم وسط أمريكا.
في القرن السادس عشر، أنهى الاستعمار الإسباني للأمريكتين التقاليد الثقافية المميزة لمنطقة وسط أمريكا. وعبر القرون اللاحقة، خضعت الثقافات الأصلية لمنطقة وسط أمريكا للهيمنة الإسبانية سياسيًا وثقافيًا. ما تزال إلى يومنا هذا آثار من خصائص الإرث الثقافي لمنطقة أمريكا باديةً لدى السكان الأصليين من قاطني المنطقة، والذين يتحدث معظمهم لغات أسلافهم، ويحافظون على العديد من الممارسات الضاربة بجذورها في حضارة منطقة وسط أمريكا.

## الجغرافيا
تمتد منطقة وسط أمريكا على برزخ أمريكا الوسطى الذي يربط أمريكا الشمالية بالجنوبية بين خطي العرض 10 و22 شمالًا. منطقة وسط أمريكا غنية بمجموعة معقدة من الأنظمة البيئية، والمناطق الطبوغرافية، والأُطر البيئية. ثمة فرق رئيسي يصنف هذه الأنماط الحياتية ضمن فئتين رئيسيتين: السهول المنخفضة (وهي المناطق التي تقع بين مستوى سطح البحر وإلى حد 1000 متر)، والمرتفعات (الواقعة بين 1000 و2000 متر فوق سطح البحر).

## التسلسل الزمني
ينقسم تاريخ الاستيطان البشري إلى مراحل أو فترات زمنية. وتُسمى هذه بأسماء مختلفة وفقًا للمنطقة، وهي: فترة أسلاف الهنود، وفترة العصور العتيقة، والفترة ما قبل الكلاسيكية (أو التأسيسية)، والفترة الكلاسيكية، والفترة ما بعد الكلاسيكية.
يُطلق على الزمن الذي تلا الاستعمار الإسباني في القرن السادس عشر الفترة الاستعمارية. يشير التفريق بين الفترات الزمنية المبكرة إلى تشكيلات مختلفة للمنظومات الاجتماعية-الثقافية تميزت بدرجة متزايدة من التعقيد الاجتماعي-السياسي، وتبني استراتيجيات متنوعة للمعيشة والإعالة، وتغيرات في التنظيم الاقتصادي (شملت تعاونًا أوسع بين الأقاليم). تميزت الفترة الكلاسيكية وما بعد الكلاسيكية بالتشكل الدوري والتشظي الذي أصاب الكيانات السياسية في منطقة وسط أمريكا.

## السمات العامة

### المعيشة
في العام 6000 قبل الميلاد تقريبًا، بدأت مجتمعات الصيد وجمع الثمار المتركزة في مناطق المرتفعات والسهول بوسط أمريكا بتطوير أنشطة زراعية تمثلت في تنمية محاصيل القرع والفلفل الأحمر. يعود تاريخ أول محاصيل الذرة إلى العام 4000 قبل الميلاد، وُجد في كهف «غيلا ناكيتز». وُثّقت عينات أقدم في كهف لوس لادرونيز في بنما، يعود تاريخها إلى 5500 قبل الميلاد. كان ينقص منطقة وسط أمريكا الحيوانات المناسبة للتدجين، ولكن دُجّنت حيوانات مثل الديك الرومي البري والكلاب والبط.مع ذلك، شاع اصطياد مجتمعات هذه المناطق للحيوانات البرية بغرض الأكل. كان من هذه الحيوانات: الغزلان، والأرانب، والطيور، وعدة أنواع من الحشرات. اصطادوا أيضًا الحيوانات بدافع الرفاهية، كالحصول على فرو السنوريات وأرياش الطيور.
بالنسبة للثقافات التي قطنت منطقة الأراضي المنخفضة والسهول الساحلية في وسط أمريكا، فقد جاء استقرارها في مجتمعات زراعية متأخرًا بعض الشيء عن الثقافات التي سكنت في المرتفعات. يُعزى ذلك إلى وفرة الفواكه والحيوانات في تلك المناطق، الأمر الذي أبقى لحياة الجمع والصيد جاذبية أكبر. كان الصيد كذلك مصدرًا رئيسيًا للأغذية في أراضي وسط أمريكا المنخفضة والساحلية، وشكل هذا عامل تثبيط آخر للاستقرار في المجتمعات الدائمة.

## الخصائص العامة لثقافة منطقة وسط أمريكا

### أنظمة التقويم
قسمت الشعوب ذات نمط الحياة الزراعية السنةَ إلى أربعة فصول. شمل ذلك الانقلابين الشمسيين والاعتدالين الشمسيين، والتي يمكن اعتبارها كأعمدة الاتجاهات التي تدعم السنة. لهذه الأوقات الأربع أهمية كُبرى كونها تشير إلى التغييرات الفصلية التي تؤثر بشكل مباشر على حياة أهل الزراعة في منطقة وسط أمريكا.
عمدت حضارة المايا إلى مراقبة حثيثة وتسجيل دقيق لمحددات الفصول. في التقويم الخاص بوسط أمريكا، كانت الأسماء التي أطلقت على الأيام والأشهر والسنوات بغالبها أسماء حيوانات، أو أزهار، أو أجرام سماوية، أو مفاهيم ثقافية كان لها اعتبار خاص في تاريخ وسط أمريكا. شاع استعمال هذا التقويم طوال تاريخ حضارات وسط أمريكا، وتستخدمه حتى اليوم بعض جماعات من نسل المايا في غواتيمالا.

### أنظمة الكتابة
يُعتبر خط إيبي-أولميك أحد أول الأمثلة على أنظمة الكتابة المستخدمة في وسط أمريكا، ويعود تاريخه إلى العام 150 للميلاد. تُعد منطقة وسط أمريكا إحدى خمس مناطق في العالم تطورت فيها أنظمة الكتابة دون تأثير خارجي. وُثّقت خمسة أو ستة خطوط في وسط أمريكا، لكن مع صعوبة في تحديد أولويتها. تأتي كتابة المايا كأول كتابة وُثقّت وفُكّت رموزها بين كتابات حضارات وسط أمريكا، ولذلك فهي أكثرها شهرة. حُفظت آداب منطقة وسط أمريكا إما بواسطة نصوص أصلية أو كتابات صوتية بالأحرف اللاتينية بعد الاستعمار الأوروبي.

### الفنون السياسية والدينية
التزمت التعبيرات الفنية في وسط أمريكا بالأيديولوجيا، وركزت في الغالب على موضوعات دينية أو لها علاقة بالسلطة الاجتماعية-السياسية. يُخلص إلى هذه النتيجة بالنظر إلى الفن الذي بقي صامدًا بعد الغزو الإسباني، والذي تمثل في النُصب التذكارية. شيد هذه النُصب الحُكام الذين أرادوا أن يخلقوا صورة لشرعية منصبهم الاجتماعي والسياسي والثقافي. ومن خلال النُصب، يمزجون سلالاتهم، وسماتهم الشخصية، وإنجازاتهم بالمفاهيم الدينية. كانت بعض التعبيرات الفنية الأخرى تُعنى بموضوعات ملاحقة الزمن، وتعظيم المدن، وتمجيد الآلهة. نُقلت الحكايا والأحداث التاريخية عبر الفنون التي استُخدمت بدورها لتوصيل رسائل دينية وسياسية.